# Miloš Raonić
Miloš Raonić (în muntenegrean Милош Раонић; Podgorica, Muntenegru, 27 decembrie 1990) este un jucător profesionist de tenis canadian de origine muntenegreană. Este în prezent numărul 3 în Clasamentul ATP. 
Este profesionist din anul 2008 și face parte din echipa de Cupa Davis din Canada, fiind jucătorul canadian cu cel mai bun clasament individual.